# St. Ursula (Hermespand)

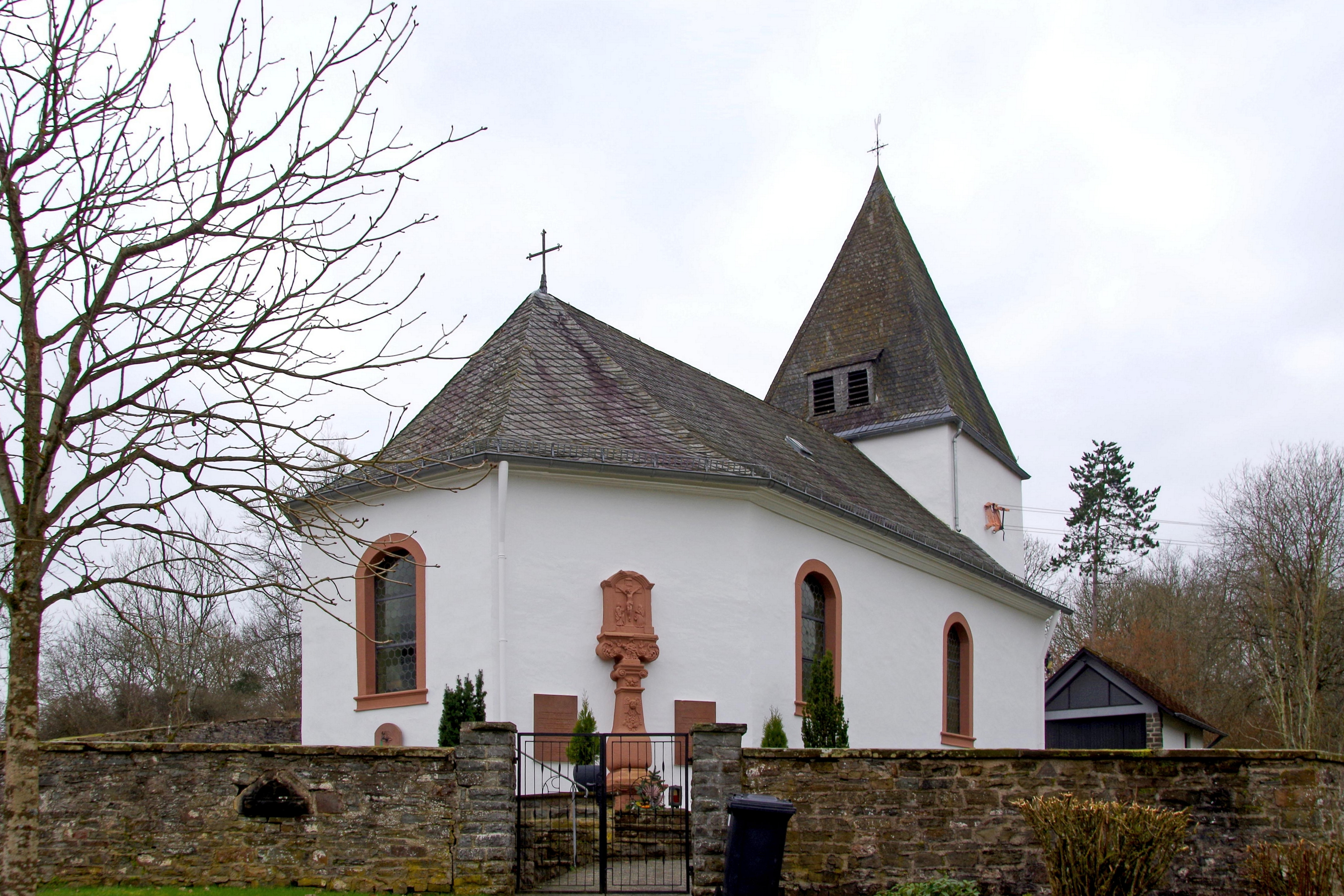
St. Ursula (Hermespand)

Die Kapelle St. Ursula ist die römisch-katholische Filialkirche in Hermespand, Ortsteil von Weinsheim, im Eifelkreis Bitburg-Prüm in Rheinland-Pfalz. Die Kirche gehört zur Pfarrei Weinsheim in der Pfarreiengemeinschaft Prüm im Dekanat St. Willibrord Westeifel im Bistum Trier.

## Geschichte

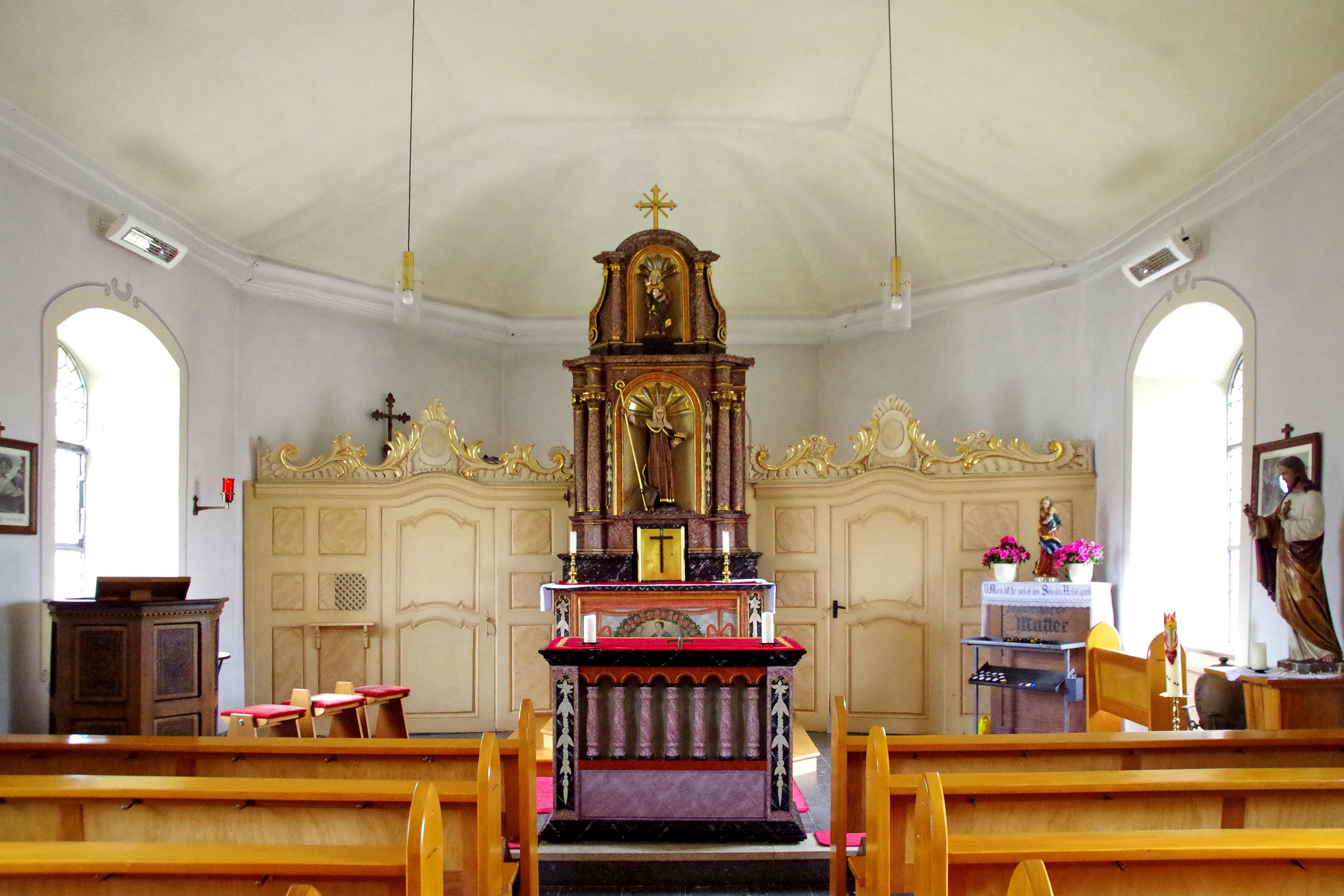
St. Ursula (Hermespand)

Die einschiffige Kapelle stammt von 1780. Der massige Westturm mit vierseitiger Schieferpyramide ist spätmittelalterlich. Die Kirche ist zu Ehren der heiligen Ursula von Köln geweiht.

## Ausstattung

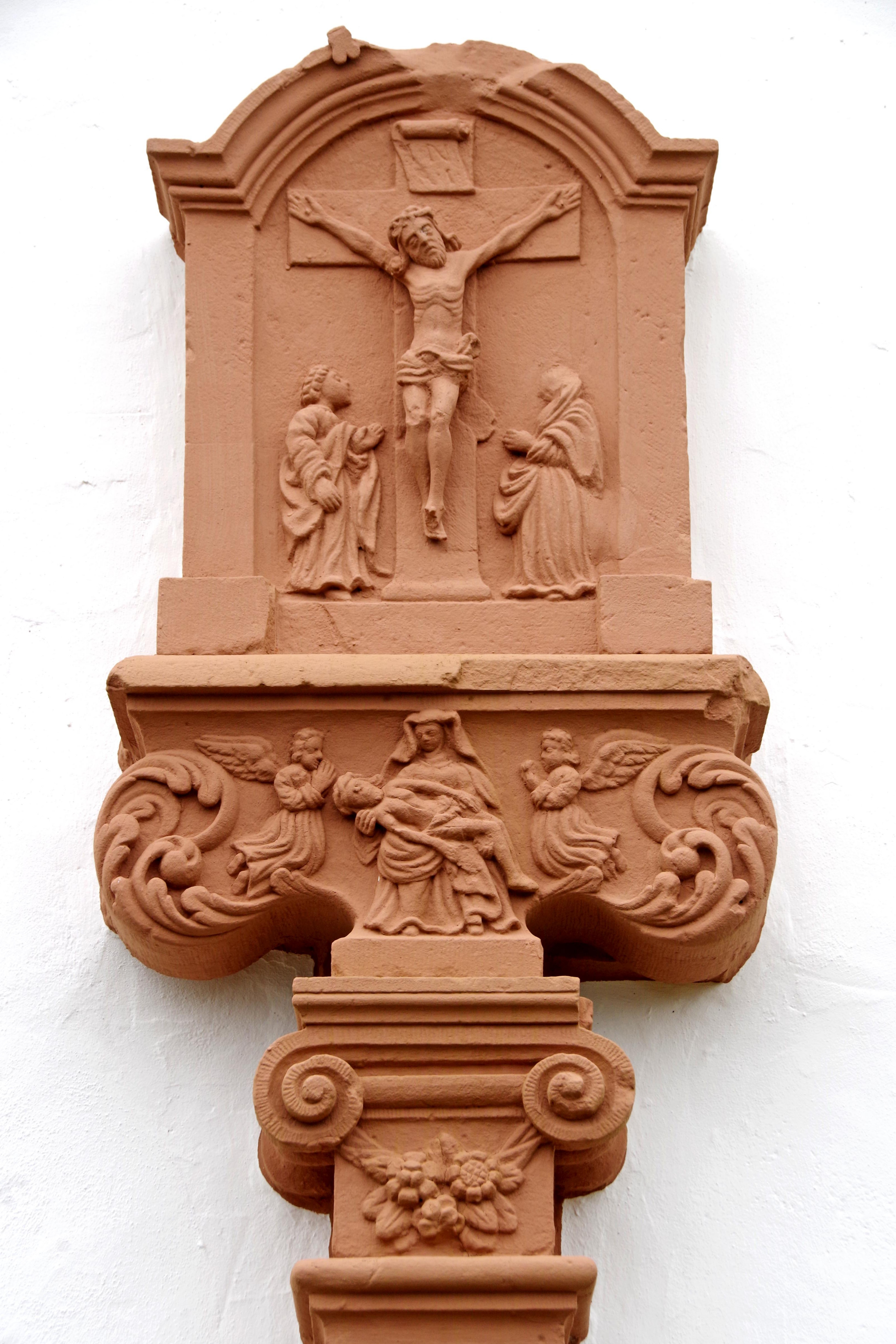
St. Ursula (Hermespand)

Der Holzaltar des 18. Jahrhunderts zeigt einfache Rokokoformen. Er steht vor seitlichen Abschlusswänden. Unter den Figuren sind die heilige Brigida von Kildare und der Apostel Judas Thaddäus zu nennen. Bemerkenswert ist außen an der Nordseite des Chores ein Kreuzaufbau von Sandstein (4 Meter hoch) aus dem 18. Jahrhundert. Auf dem sich an seinem oberen Ende verjüngenden Schaft sieht man eine Pietà mit betenden Engeln zur Seite, darüber eine Kreuzigungsgruppe.